# Pol Verschuere
Pol Verschuere (Kortrijk, 18 de gener de 1955) és un ciclista belga, ja retirat, que fou professional entre 1976 i 1989. Els seus principals èxits esportius foren el campionat de Bèlgica amateur i tres etapes del Tour de França.

## Palmarès
- 1975
  -  Campió de Bèlgica amateur
  - 1r a la París-Roubaix sub-23
  - Vencedor d'una etapa del Circuit Franco-Belga
  - Vencedor de 2 etapes de la Volta a la Província de Lieja
- 1979
  - 1r al Gran Premi de la vila de Zottegem
- 1980
  - Vencedor d'una etapa del Tour de França
- 1981
  - 1r a Le Samyn
  - Vencedor d'una etapa de la Volta a Alemanya
- 1982
  - Vencedor d'una etapa del Tour de França
- 1985
  - Vencedor d'una etapa de la Volta a la Comunitat Valenciana
- 1986
  - Vencedor d'una etapa del Tour de França
- 1988
  - Vencedor d'una etapa de la Volta a la Gran Bretanya

### Resultats al Tour de França
- 1979. 72è de la classificació general
- 1980. 65è de la classificació general. Vencedor d'una etapa
- 1982. 81è de la classificació general. Vencedor d'una etapa
- 1986. Abandona (14a etapa). Vencedor d'una etapa

### Resultats a la Volta a Espanya
- 1977. 30è de la classificació general
- 1985. Abandona (10a etapa)
- 1987. Abandona (7a etapa)

### Resultats al Giro d'Itàlia
- 1977. 110è de la classificació general
- 1986. Abandona (22a etapa)
- 1987. Abandona (17a etapa)